# Riser

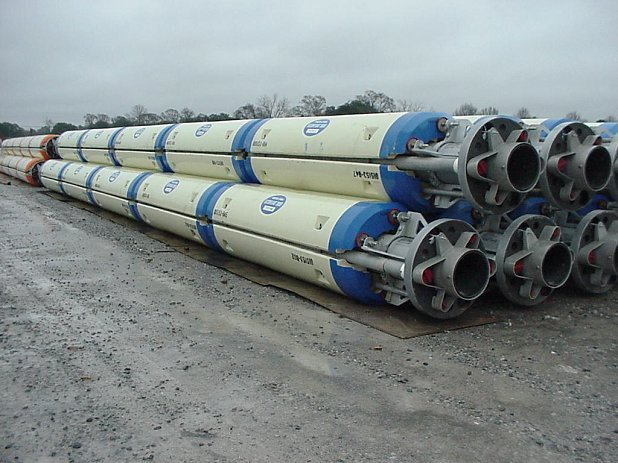
Tubes prolongateurs de forage marin joints avec modules de flottabilité empilés dans une cour.

Un riser ou tube prolongateur est une conduite (tuyau) utilisée pour relier le fond de la mer avec une plate-forme pétrolière. Sa fonction est de faire remonter le pétrole ou le gaz exploité à la surface.
Un riser peut être rigide (tube en acier) ou flexible (tuyau armuré), et est soit fixé le long de la plate-forme (en petite profondeur, quand la plate-forme repose sur le fond), soit suspendu à la plate-forme (en plus grande profondeur, lorsque la plate-forme est ancrée au fond). 